# Niemiłość
Niemiłość (ros. Нелюбовь, Nielubow) – rosyjski dramat filmowy z 2017 roku w reżyserii Andrieja Zwiagincewa. 
Zdjęcia kręcono w całości w Moskwie. Światowa premiera filmu miała miejsce 18 maja 2017 roku podczas 70. MFF w Cannes, gdzie obraz był wyświetlany w konkursie głównym i otrzymał ostatecznie Nagrodę Jury. Polska premiera filmu miała miejsce 2 lutego 2018 roku.

## Opis fabuły
Borys i Żenia, mieszkańcy wielkiego miasta we współczesnej Rosji, mają się rozstać. Nie mogą znaleźć wspólnego języka, a ich kontakty ograniczają się do wybuchowych kłótni, w których wyliczają sobie wzajemne urazy. Oboje żyją na niezłym poziomie. Mają nowych partnerów, z którymi chcą jak najszybciej związać się na stałe. Przeszkodą w ułożeniu sobie życia od nowa może okazać się ich 12-letni, niechciany syn Alosza. Rodzice nie mają z nim kontaktu. Borys i Żenia swój plan chcą zrealizować, nawet jeśli będzie to oznaczało porzucenie dziecka.

## Wątki i interpretacje
Choć Alosza pojawia się tylko przez krótki czas na ekranie, wielu krytyków doszukuje się symboliki w jego postaci. Jest przykładem niechcianego, niekochanego dziecka, którego motyw często pojawia się w twórczości Zwiagincewa. Adam Nayman stwierdził, że chłopiec symbolizuje utraconą niewinność społeczeństwa. Wielu filmoznawców zwróciło też uwagę, że Żenia oprowadza potencjalnych nabywców po mieszkaniu tak, jakby jej syna tam już nie było.
Klimat i pogoda, typowe dla rosyjskiego krajobrazu, niosą podwójny przekaz - zarówno dosłowny, jak i metaforyczny. Ponury, śnieżny dzień stanowi tło opowieści o braku miłości w rodzinie; chłód panuje nie tylko na dworze, ale też w relacjach międzyludzkich. Krytyk Leslie Felperin uznał opuszczony budynek, w którym wolontariusze prowadzą poszukiwania, za symboliczny. Zrujnowany gmach o potłuczonych szybach i pustym basenie zaczyna wyglądać jak masowy grób, co nie pomieściłby wszystkich uciekinierów narodu. 
Dzieło stanowi też swoistego rodzaju krytykę rosyjskich służb publicznych. Policja zostaje ukazana jako nieudolna i nieskuteczna, działająca bez zaangażowania w problemy obywateli. Ich przeciwieństwem jest zespół poszukiwawczy, sprawny i zdyscyplinowany. Wolontariusze wykazują się altruizmem, którego brakuje pozostałym postaciom. Kiedy mieszkańcy wielkiego miasta oddają się konsumpcji, oni bezinteresownie pracują na rzecz drugiego człowieka.
Krytycy spierają się, czy Żenia stanowi personifikację Rosji. Robbie Collin zauważa, że historia zaczyna się w 2012 roku, gdy ludność obawia się końca świata - w ostatniej scenie natomiast Żenia biegnie po bieżni w czerwonym dresie z napisem "Russia". Określił kobietę jako prawdziwą Matkę Rosję z XXI wieku, zmierzającą do niczego, a na pewno zamkniętą. Mimo to,  Zwiagincew wyjaśnił, że "rosyjskie" stroje sportowe były bardzo chętnie noszone przez młodzież podczas Zimowych Igrzysk Olimpijskich 2014, więc ubrana tak bohaterka nie miała uosabiać narodu. 

## Obsada
- Mariana Spiwak jako Żenia
- Aleksiej Rozin jako Borys
- Matwiej Nowikow jako Alosza
- Marina Wasiljewa jako Masza
- Andris Keiss jako Anton

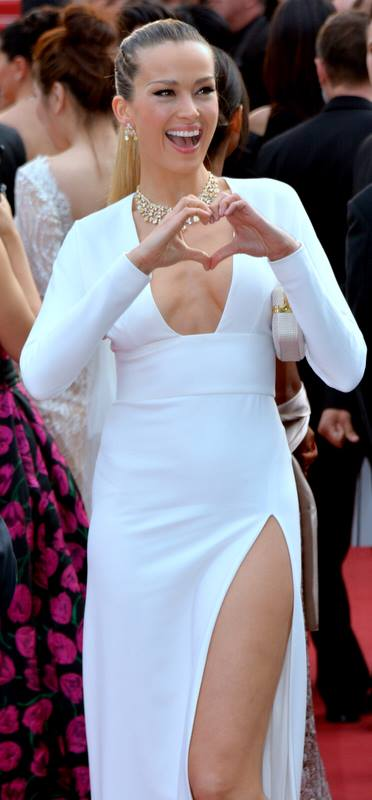
Odgrywająca główną rolę Mariana Spiwak

- Warwara Szmykowa jako wolontariuszka Lena
- Anna Czernowicz jako córka Antona

## Odbiór filmu
W ciągu pierwszych dwóch tygodni od premiery, Niemiłość w samej Rosji zarobiła 100 milionów rubli. Otrzymała pozytywne opinie krytyków na całym świecie. Carolin Weidner na łamach niemieckiej gazety Der Spiegel określiła film jako opowieść o Rosji, zagubioną w 2012 roku, gdzie rodzice nie wykazują się prawidłowymi postawami rodzicielskimi, a ich motorem działania jest egoizm.  Anthony Lane w pozytywnej recenzji dla The New Yorker dostrzegł ponurą fabułę filmu, jednak określił ją jako o wiele bardziej porywającą niż okrutną.

## Nagrody i nominacje (wybrane)
- Oscar 2018
  - Najlepszy film nieanglojęzyczny (nominacja)
- Złote Globy 2018
  - Najlepszy film zagraniczny (nominacja)
- BAFTA 2018
  - Najlepszy film  nieanglojęzyczny